# Tuleň grónský
Tuleň grónský (Pagophilus groenlandicus) je druh tuleně, který se vyskytuje v severním Atlantiku a Severním ledovém oceánu od severovýchodu Severní Ameriky a arktické Kanady přes Grónsko po severní Norsko a Rusko. Jedná se o jediného zástupce monotypického rodu Pagophilus. S celkovou početností kolem 9 milionů jedinců představuje nejpočetnějšího ploutvonožce severní polokoule. 
Vzhledově se tento statný mořský savec vyznačuje nevýraznou pohlavní dvojtvárností a vysokou variabilitou zbarvení srsti, která je při narození nažloutle bílá, avšak postupně se objevují šedé a černé skvrnky. Dospělí jedinci mají černý obličej a na bocích a hřbetu dvě velké výrazné černé skvrny. Samec dosahuje délky kolem 1,9 m a váhy 120–135 kg, samice je dlouhá až 1,8 m a váží až 120 kg. Tuleň grónský se živí rybami a mořskými bezobratlými živočichy. 
Jedná se o migrační druh, který většinu života tráví při okraji souvislejší ledové pokrývky (tzv. pack ice), kterou v létě následuje na sever a v zimě na jih. K vrhům dochází na ledu. Tuleň grónský býval v minulosti hojně loven a k lovu dochází dodnes hlavně v Kanadě, Grónsku a zbytkově i v Norsku a Rusku. Celková populace není v ohrožení, avšak druh je náchylný na změny v oceánském prostředí spojované s globálním oteplováním.

## Systematika

Ilustrace tuleňů grónských různých věkových skupin (vytvořeno mezi lety 1700–1880)

Tuleně grónského prvně popsal německý přírodovědec Johann Christian Polycarp Erxleben v roce 1777 jako Phoca groenlandica. Rod Phoca se nicméně ukázal jako tzv. sběrný taxon, do kterého se řadila řada druhů tuleňů, které dnes utváří samostatné rody jako Pusa nebo Histriophoca. Britský přírodovědec John Edward Gray v roce 1884 vytyčil rod Pagophilus, do kterého tuleně grónského přeřadil. Do tohoto monotypického rodu se tuleň grónský řadí dodnes. Vědecké jméno druhu doslova znamená „milovník ledu z Grónska“ (z řeckého pagos, čili „led“, philos = „milující“, a groenlandicus = „grónský“).
Nejbližším příbuzným tuleně grónského je tuleň pruhovaný (Histriophoca fasciata). Pleistocenní a holocenní fosilie tuleně grónského byly nalezeny v severní Aljašce, Kanadě a Evropě. V minulosti se rozeznávaly dva poddruhy, a sice P. g. groenlandicus s rozšířením od Newfoundlandu po Norsko, a P. g. oceanicus s areálem výskytu v Bílém moři. Mezi těmito taxony sice existují malé morfologické, ekologické a genetické rozdíly, avšak běžněji se rozeznávají tři populace v závislosti na tom, kde se rozmnožují. Jedná se o populaci z Bílého moře, Grónského moře a ze severozápadního Atlantiku. Tyto tři populace jsou geograficky odděleny a nepáří se mezi sebou.

## Popis
Jedná se o statného ploutvonožce s nevýraznou pohlavní dvojtvárností. Samec dosahuje délky kolem 1,9 m a váhy 120–135 kg, samice je dlouhá až 1,8 m a váží až 120 kg. Hlava je dlouhá, široká a zploštělá. Ploutve jsou poměrně malé. Prsní ploutve (horní končetiny) jsou hranaté, na konci mírně do špičky. Silné drápy jsou tmavé, krátké a tenké. Mláďata přicházejí na svět obalena v bílém či nažloutlém lanugu. Na cestě k dospělosti procházejí nejkomplexnější barevnou proměnou srsti ze všech ploutvonožců. Světlé lanugo začíná mládě shazovat kolem věku 12 dní, takže začne postupně prosvítat juvenilní srst. Do 4 týdnů je lanugo zcela pryč a juvenilní jedinec je na hřbetu tmavě šedý a na břichu stříbrný či světle šedý, a po celém těle se objevují početné nepravidelné černé skvrny. Tyto četné menší skvrny se s věkem vytrácí a místo nich se kolem věku 4 let začínají objevovat dvě protáhlé šedé skvrny na přední části hřbetu, které vytváří jakési sedlo. Shora tato skvrna vypadá jako písmeno V (špičatý konec směřuje ke krku). Tyto skvrny s věkem tmavnou, až jsou úplně černé, a nakonec zčerná i obličej včetně brady, horní části krku a horní části hlavy. Zvláště u samic tyto skvrny zcela ztmavnou až několik let po dosažení pohlavní dospělosti. Starší dospělec tak má velké protáhlé skvrny na přední části hřbetu, černý obličej a zbytek těla stříbrně bílý až světle šedý. Zubní vzorec je I 3/2, C 1/1, PC 5/5, čili 34 zubů.

Zbarvení tuleně grónského v různých životních stádiích
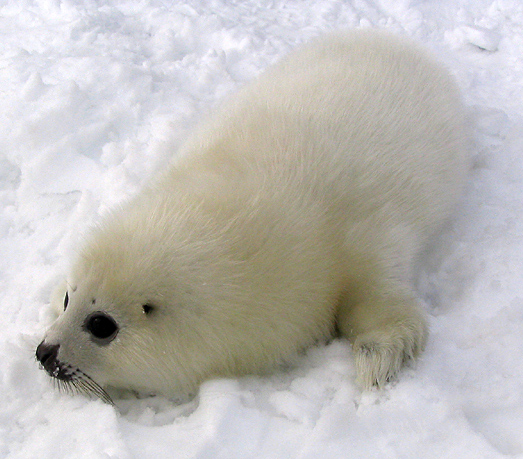
Mládě v bílém lanugu
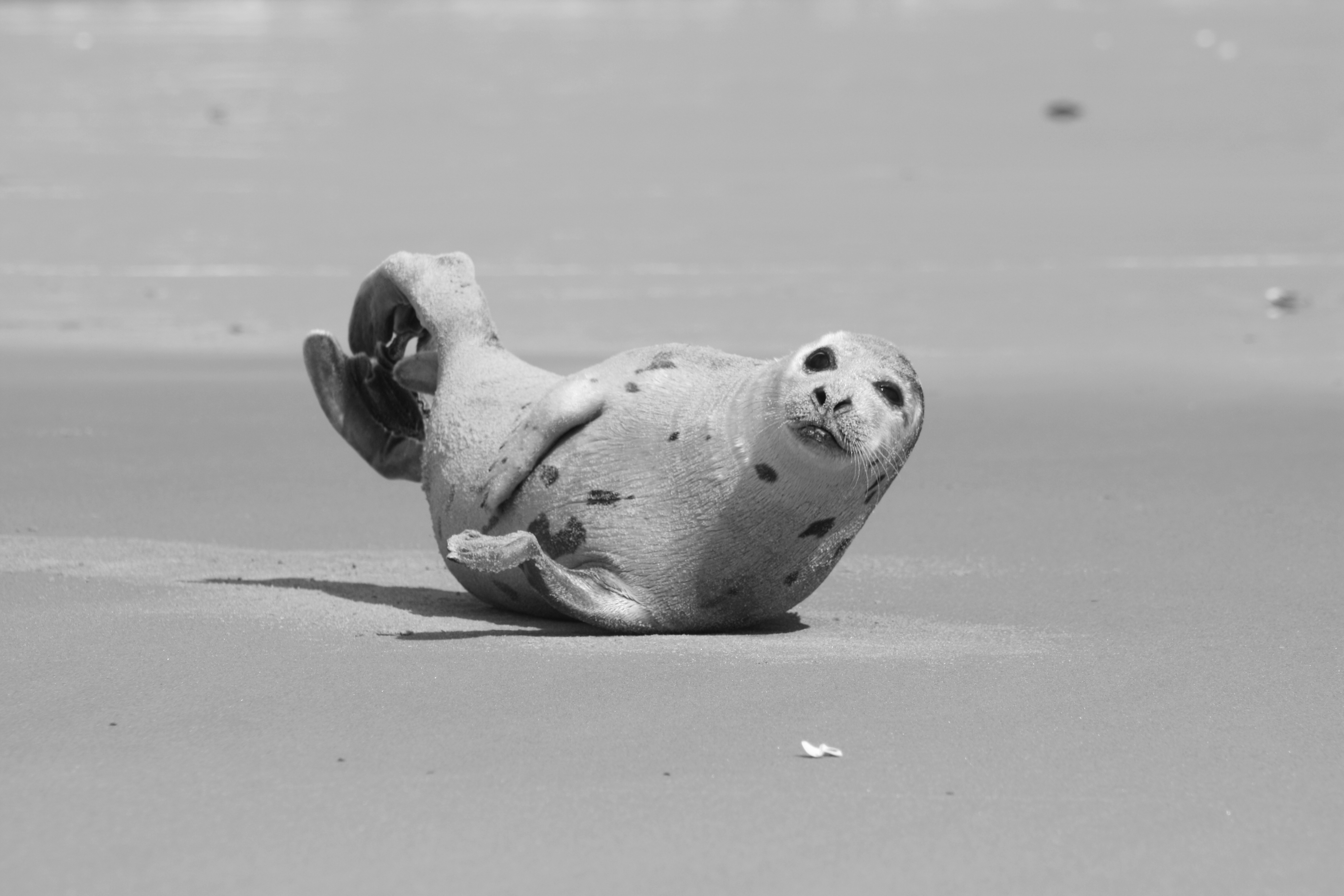
Juvenilní tuleň se šedou srstí a tmavými skvrnkami
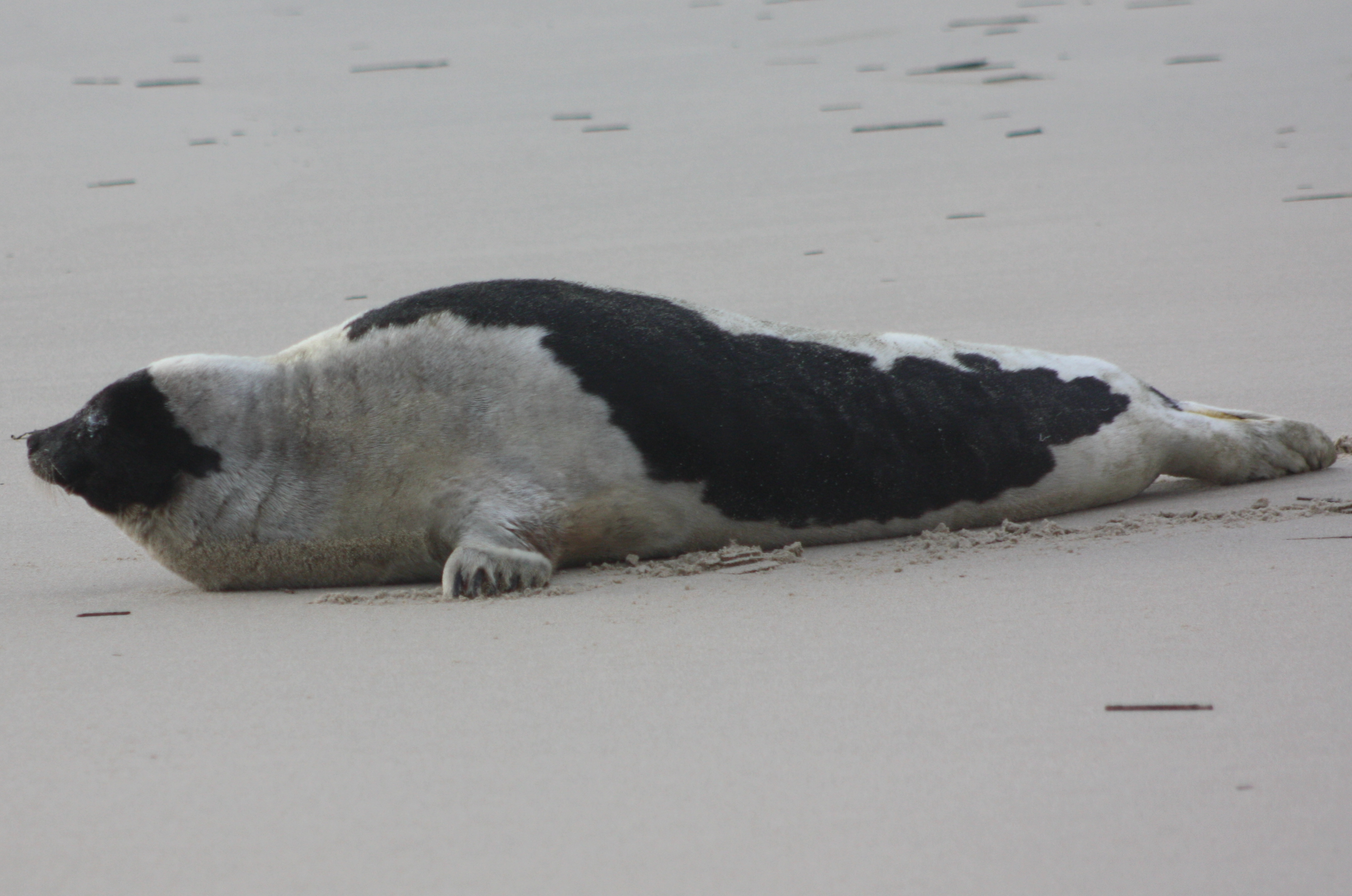
Dospělec se dvěma černými skvrnami zasahujícími na hřbet a boky

## Výskyt a populace

### Areál rozšíření

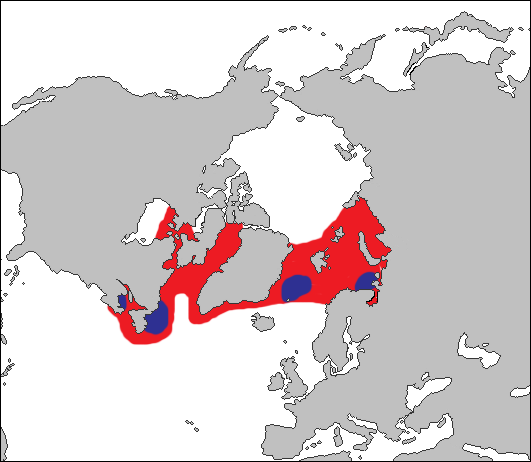
Mapa rozšíření tuleně grónského. Červená = areál výskytu, modrá = rozmnožiště

Tuleň grónský se vyskytuje v severním Atlantiku a atlantském sektoru Severního ledového oceánu. Obývá v podstatě celý areál subarktické mořské oblasti severního Atlantiku. Areál výskytu druhu je vázán na jižní a severní hranice mořského zalednění (tzv. pack ice), které se sezónně proměňují a tuleni grónští následují okraje tohoto zalednění. Východní hranici výskytu druhu utváří Severní země a Čeljuskinův mys, odkud rozšíření pokračuje na západ podél severního Ruska přes Novou zemi, Bílé moře, severní Norsko, Špicberky a dále k západnímu Grónsku. Areál rozšíření je odtud protažen na jih k ostrovu Jan Mayen a Islandu a dále na jihozápad k Newfoundlandu a na sever do Hudsonova zálivu, zálivu Svatého Vavřince a do severovýchodní arktické Kanady, Baffinova moře a severozápadního Grónska. Severní hranici výskytu utváří 82.–85. rovnoběžka v závislosti na míře zalednění. Jižní hranicí je Mainský záliv a ostrov Sable, kde začali být tuleni grónští zaznamenáváni od poloviny 90. let 20. století. Zatoulaní jedinci jsou známi z Virginie, Spojeného království, Faerských ostrovů, Dánska, Německa, Francie a dokonce i Španělska.

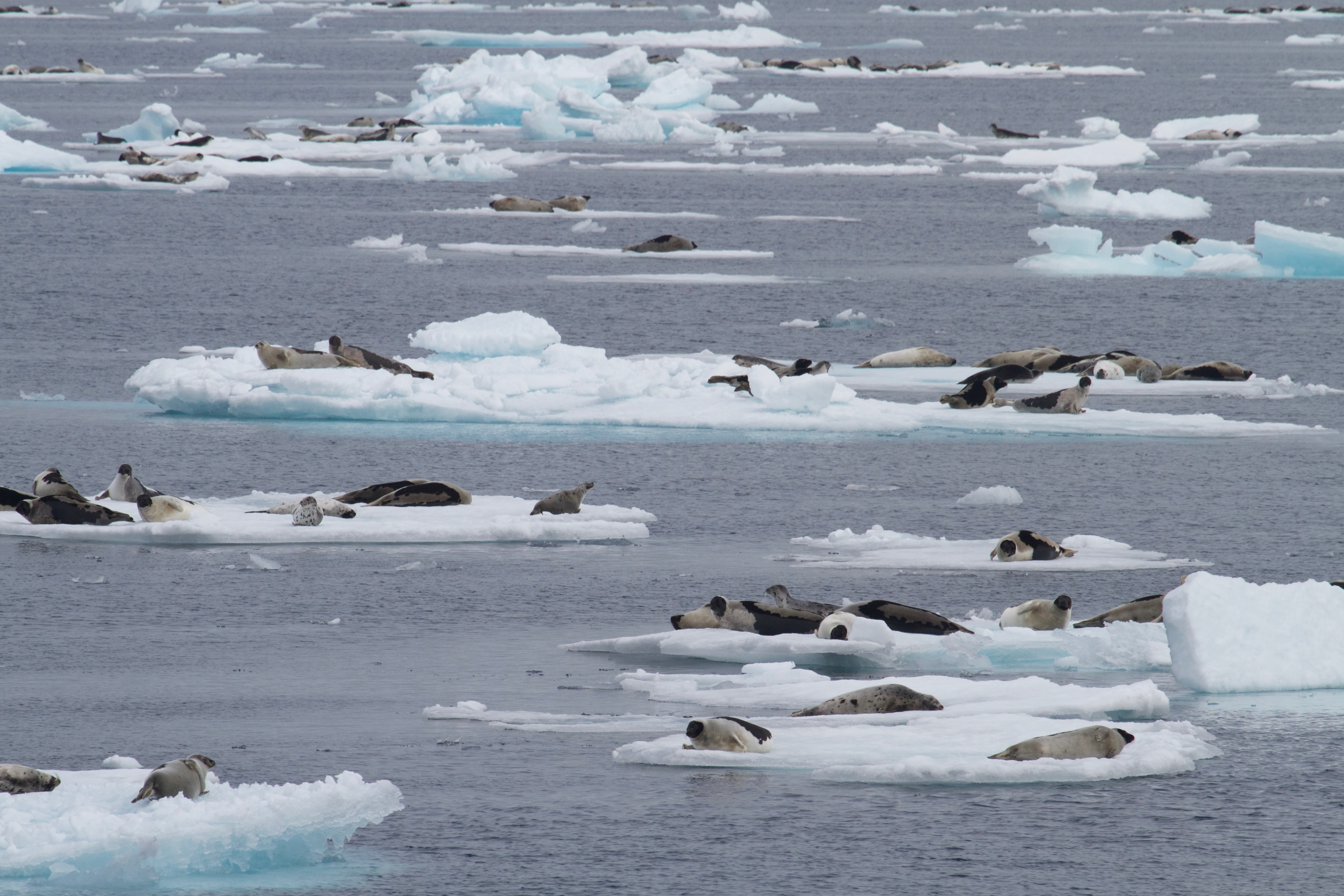
Tuleni grónští na krách v Grónském moři

Ve středním a pozdním Holocénu obývali tuleni grónští i Baltské moře. Zajímavé je, že se zde vyskytovali i v době holocenního tepelného maxima, které s sebou přineslo teplejší léta. Zimy však byly stále chladné na to, aby na Baltu zůstal led, který tuleni grónští využívají pro vrhy. V archeologických vykopávkách kuchyňského odpadu lovců a sběračů z okolí Baltu z let 4000–2000 př. n. l. představují kosti tuleňů grónských vůbec nejčastější druh ploutvonožce. Není zcela jasné, kdy se tuleni grónští z Baltu vytratili. Za jejich vymizením stály faktory jako nadměrný lov lidmi, změna salinity moře a následné změny v potravní dostupnosti, genetický drift a vnitrodruhová kompetice.

### Populace a kvóty

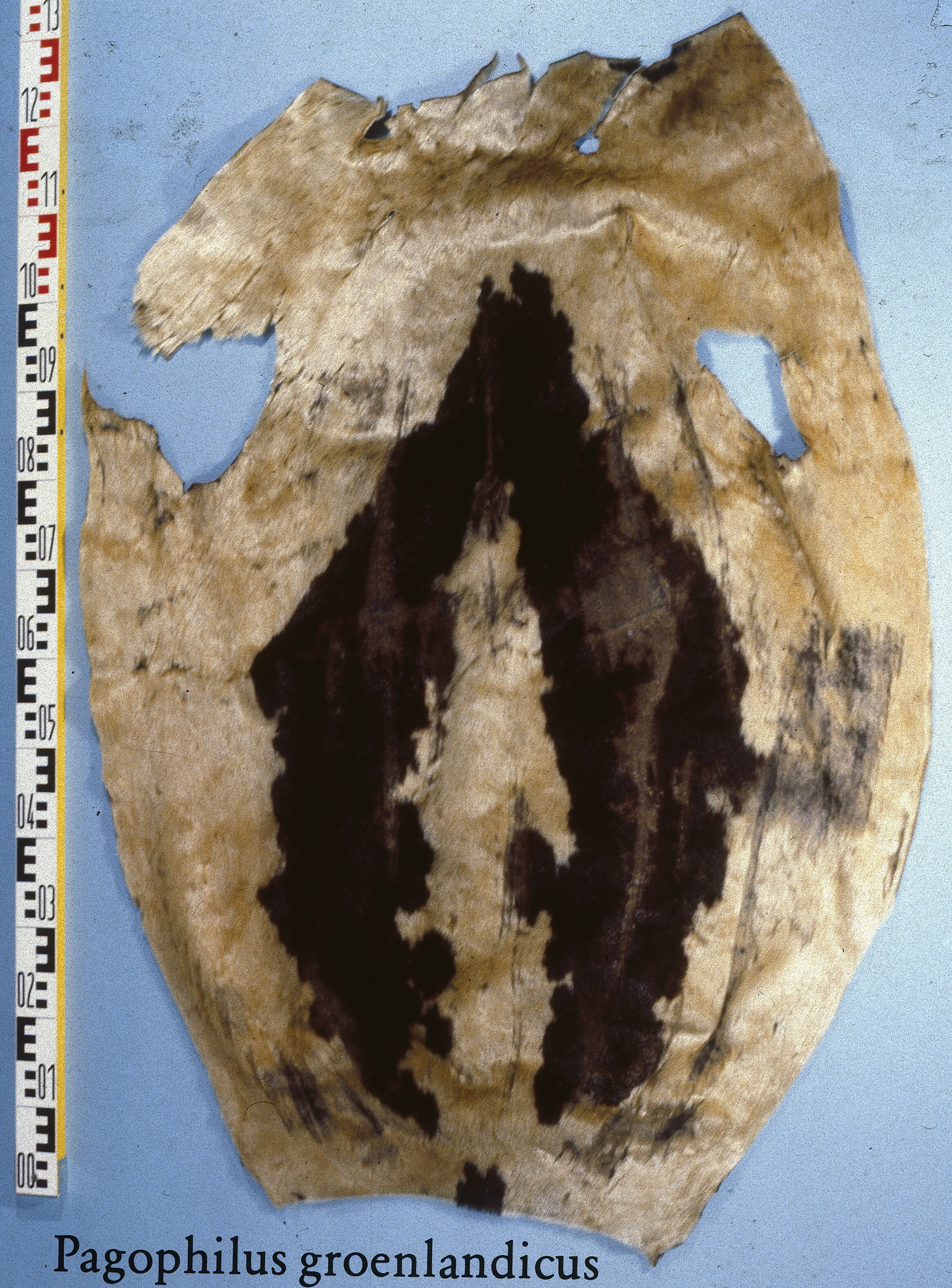
Kůže tuleně grónského s patrnou velkou tmavou skvrnou ve tvaru písmene V

Jedná se vůbec o nejpočetnějšího ploutvonožce severní polokoule. Celkový počet tuleňů grónských byl v roce 2019 odhadován na 7,6 milionu jedinců. Každoročně se rodí kolem 0,7–1,2 milionu mláďat. Zdaleka nejpočetnější populace připadá na severozápadní Atlantik, kde se vyskytuje kolem 7,6 milionu jedinců (odhad z roku 2019), což je výrazné zlepšení oproti stavu z počátku 70. let 20. století, kdy následkem nadměrného lovu klesla početnost tuleňů grónských v oblasti na pouhých 1,8 milionu. Místní mohou legálně odlovit 400 000 tuleňů grónských ročně, což patrně představuje neudržitelnou kvótu, avšak celkový počet reálně odlovených tuleňů grónských v Kanadě a Grónsku se pohybuje kolem 200 000 ročně. Populace z Grónského moře byla v roce 1994 odhadnuta na 296 tisíc kusů, avšak v roce 2013 to bylo již 627 tisíc. Místní roční kvóta na odlovení je 6000, což představuje udržitelný počet. Počet tuleňů z Bílého moře byl v roce 2000 odhadnut na 1,8 milionu, v roce 2010 na 1,4 milionu. Pokles patrně zapříčinil menší počet narozených mláďat. Od přelomu 10. a 20. let se v Rusku ani severním Norsku tuleni grónští prakticky neloví.

## Ekologie a chování

### Migrace

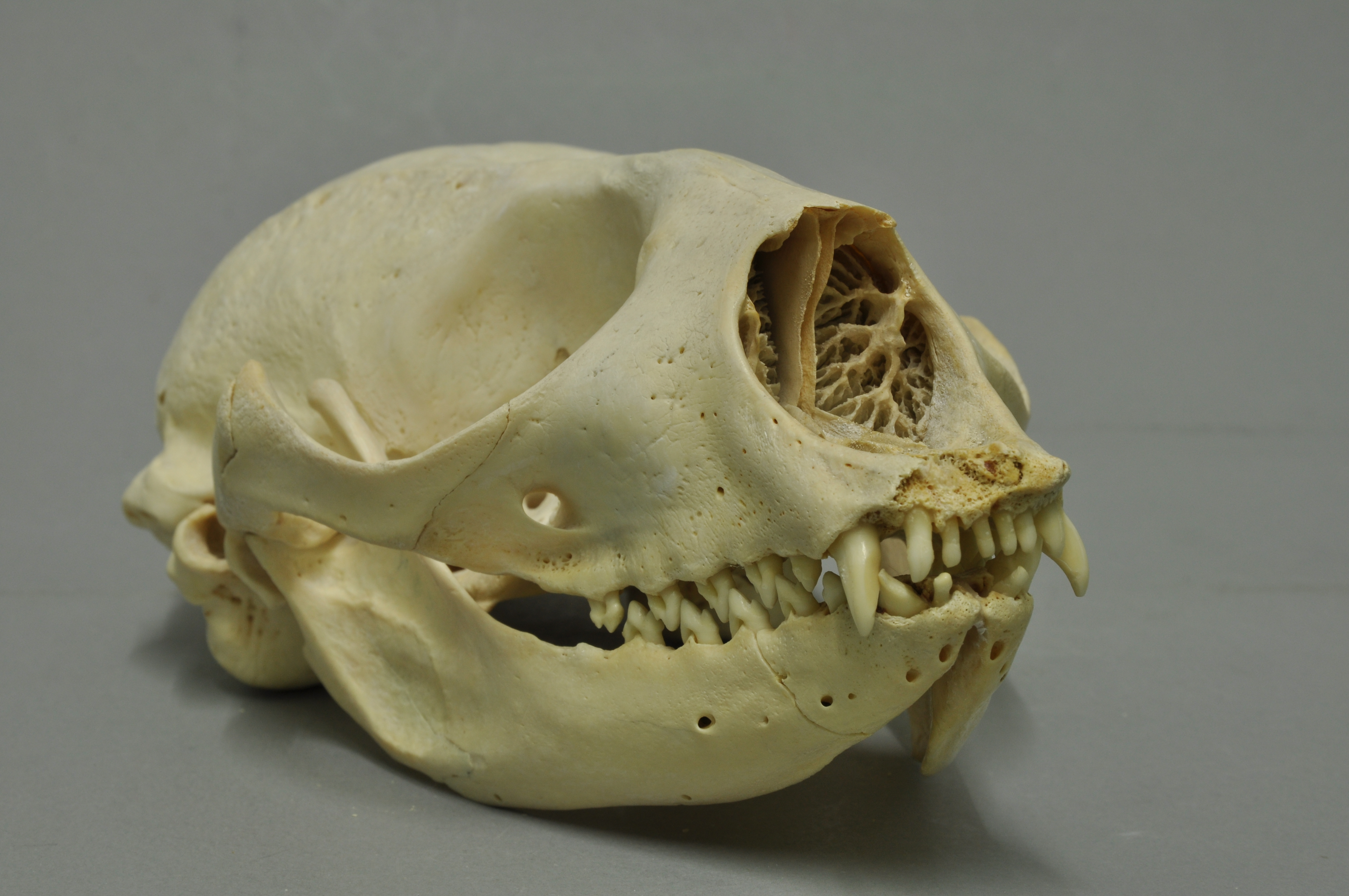
Lebka tuleně grónského

Jedná se o silně migrační druh, který tráví většinu času na moři o samotě nebo ve skupinách. Jeho výskyt je spojován s tzv. pack ice, čili souvislejší pokrývkou moře ledovými krami, kde je však dostatečné množství trhlin a děr pro dýchání. V letních měsících se mohou tuleni grónští objevovat poměrně daleko od tohoto ledu, např. když následují pohyb své kořisti. Migrační vzorec je u většiny populací podobný: v létě s ústupem ledové pokrývky plují do severnějších oblastí, a v zimě se vrací zpět na jih, kde se rozmnožují. Např. populace z Bílého moře tráví léto intenzivním krmením při okraji ledové pokrývky v Barentsově a Karském moři. S příchodem studeného počasí a pohybu okraje souvislejšího ledu jižním směrem se tuleni začínají stahovat k pobřeží severního Ruska až do Bílého moře, kde dochází k rozmnožování.
Tuleni během migrace překonávají značné vzdálenosti. Např. populace ze zálivu Svatého Vavřince migruje mezi 40 a 70. rovnoběžkou, což je vzdálenost kolem 4000 km. Pravidelně se stává, že nedospělí jedinci ze západního Atlantiku se objevují ve východní části Atlantiku.

### Chování a smysly

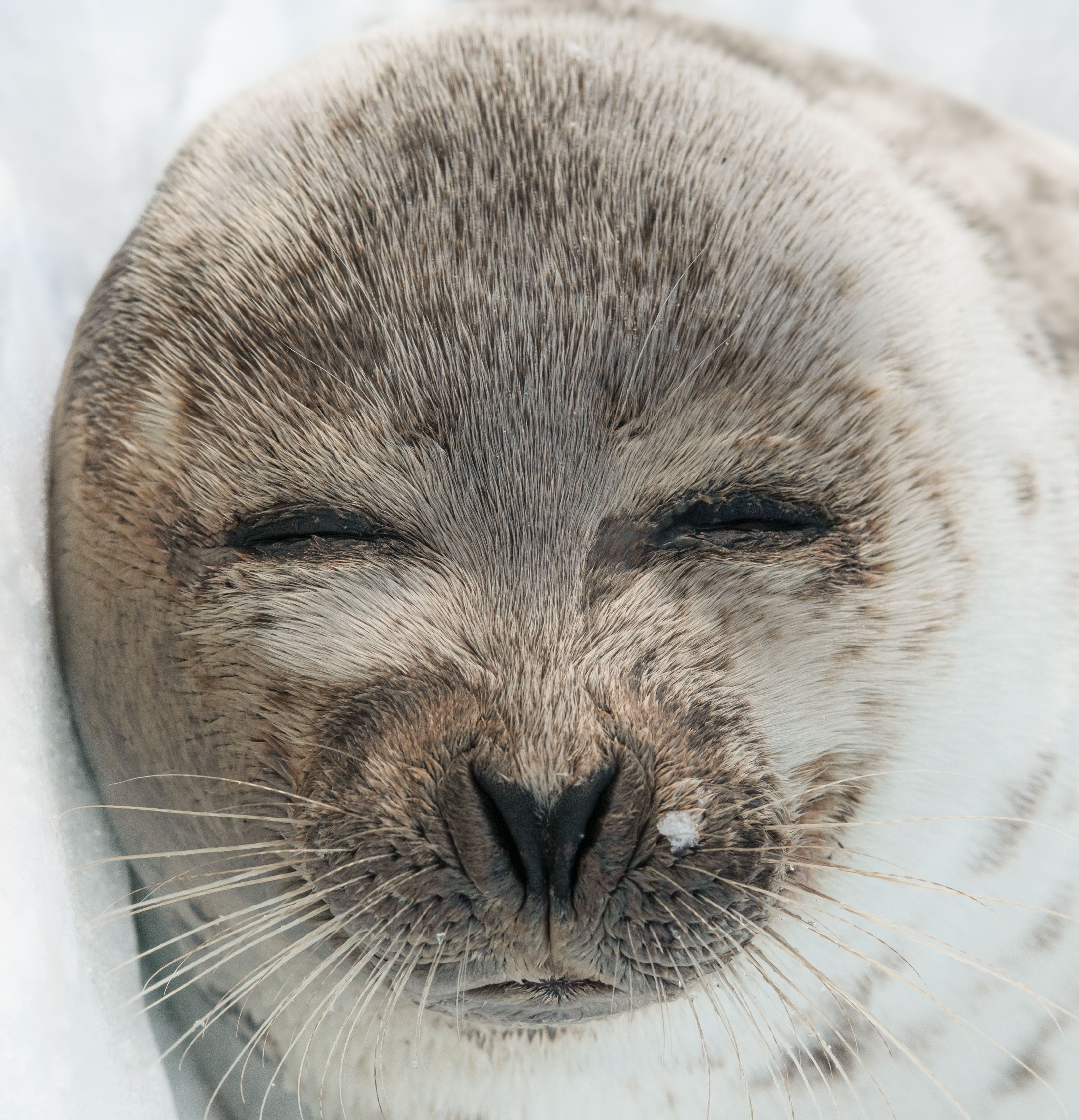
Detail hlavy s patrnými vibrisy (Newfoundland)

Tuleni grónští se mohou v době říje (únor a březen) a později v době línání (kolem června) seskupovat na ledu do velkých skupin o stovkách až několika tisících jedincích. Podobně velké skupiny mohou tuleni utvářet i během migračních cest. Jedná se o velmi vokálního ploutvonožce, který vydává pod vodou i na souši v době říje řadu zvuků. Rozeznává se nejméně 19 různých typů volání, která zahrnují uřvaná volání hladových mláďat, mumlající zvuky juvenilních jedinců při hře i výhružná vrčení spojovaná s agonistickým chováním dospělců.
Tuleň grónský má velmi dobrý zrak. Oči jsou poměrně velké a jejich rohovky jsou neustále omývány slzami produkovanými slznými žlázami, které chrání oči před slanou vodou. Očím chybí slzné kanálky, pročež tuleni grónští často vypadají, jako by plakali. Sluch tuleně je také velmi dobrý. Na vzduchu je jeho sluchový rozsah podobný člověku, i když absence ušních boltců a zvukovody částečně vyplněné ušním voskem jeho sluch o něco zhoršují. Ve vodě však může slyšet velmi dobře a dokáže zachytit zvuky o frekvenci vyšší než 60 000 Hz (člověk slyší zvuky do cca 20 000 Hz). Stejně jako pro jiné ploutvonožce, i pro tuleně grónského jsou velmi důležitým smyslem vibrisy.

### Životní cyklus

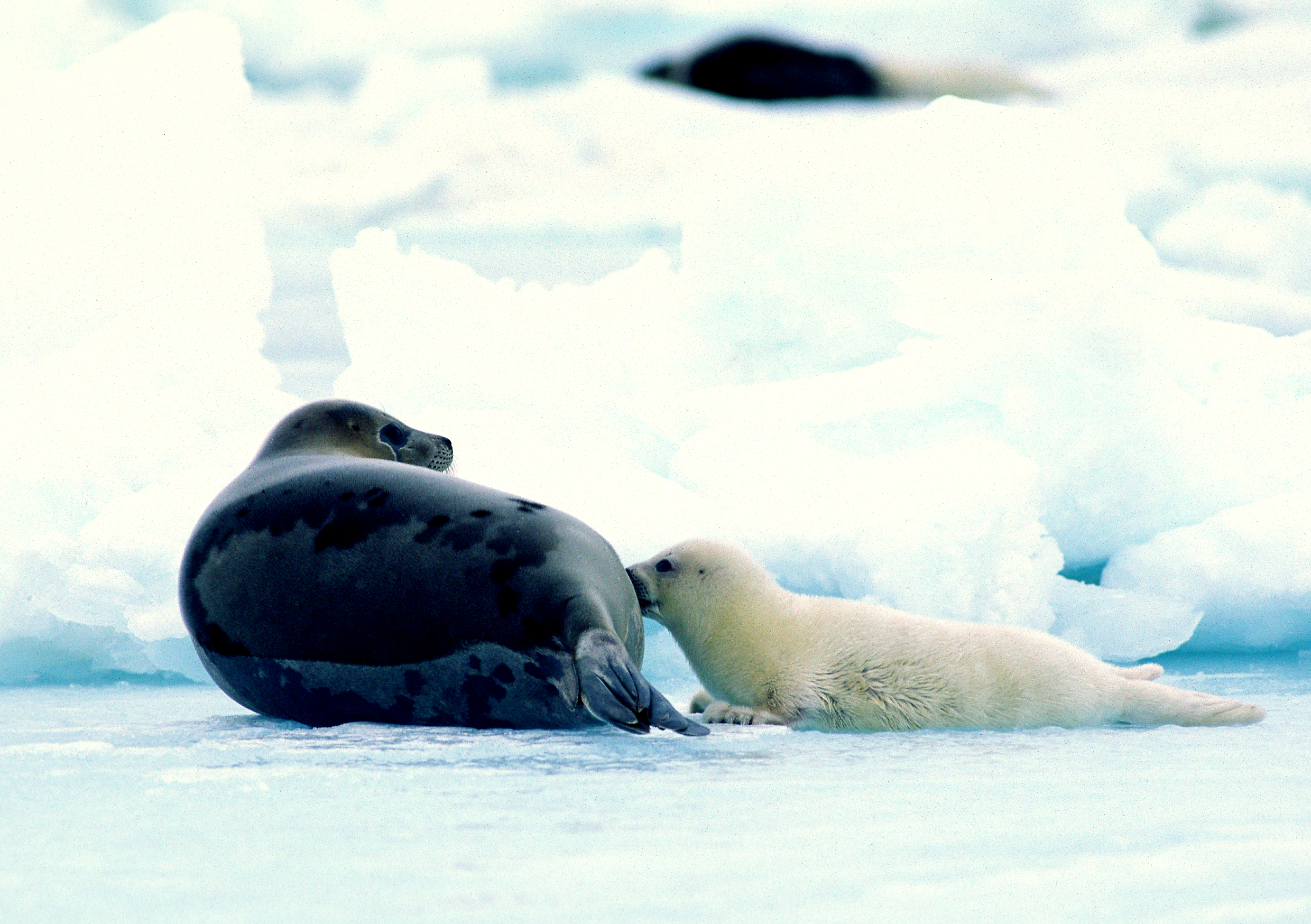
Samice s mládětem (Grónsko)

Samice vrhají výhradně na ledu. K vrhům dochází při jižním okraji ledové pokrývky, typicky při hranici přirozeného areálu rozšíření. K vrhům mláďat dochází na přelomu února a března a samice rodí vždy jen jedno mládě, výjimečně byly zaznamenány i plody dvojčat. Novorozeně váží kolem 11 kg a měří asi 100 cm. Během prvních asi 12 dní přibírá na váze kolem 2,2 kg denně díky extra tučnému a výživnému mateřskému mléku, které obsahuje asi 10 % bílkovin a kolem 43 % tuku. V tomto období jsou mláďata většinu času ponechána sama na ledu, zatímco samice pobývá ve vodě. Při příchodu zpět na led používá samice k rozpoznání svého potomka čich, zrak i zvuky vydávané mládětem. Po asi 12 dnech dochází k náhlému odstavení a samice mládě opouští, aby se pářila se samci.
Ke kopulaci dochází ve vodě ve druhé polovině října, čili krátce po narození mláďat. Tuleni grónští jsou promiskuitní, což znamená, že samice i samci mají více partnerů. U samic dochází k odložené nidaci o asi tři měsíce, aby se mláďata rodila v co nejideálnějším období roku. Několik týdnů po spáření přichází dospělci zpět na led, kde u nich dochází ke každoročnímu línání, které trvá až několik týdnů. Poté tuleni migruji na sever do oblastí výživných krmišť. Samice dosahují pohlavní dospělosti ve věku 4 až 7 let, samci v 7 až 8 letech. Typicky se dožívají věku kolem 20 let, maximálně kolem 30 let.

### Potrava a potápění

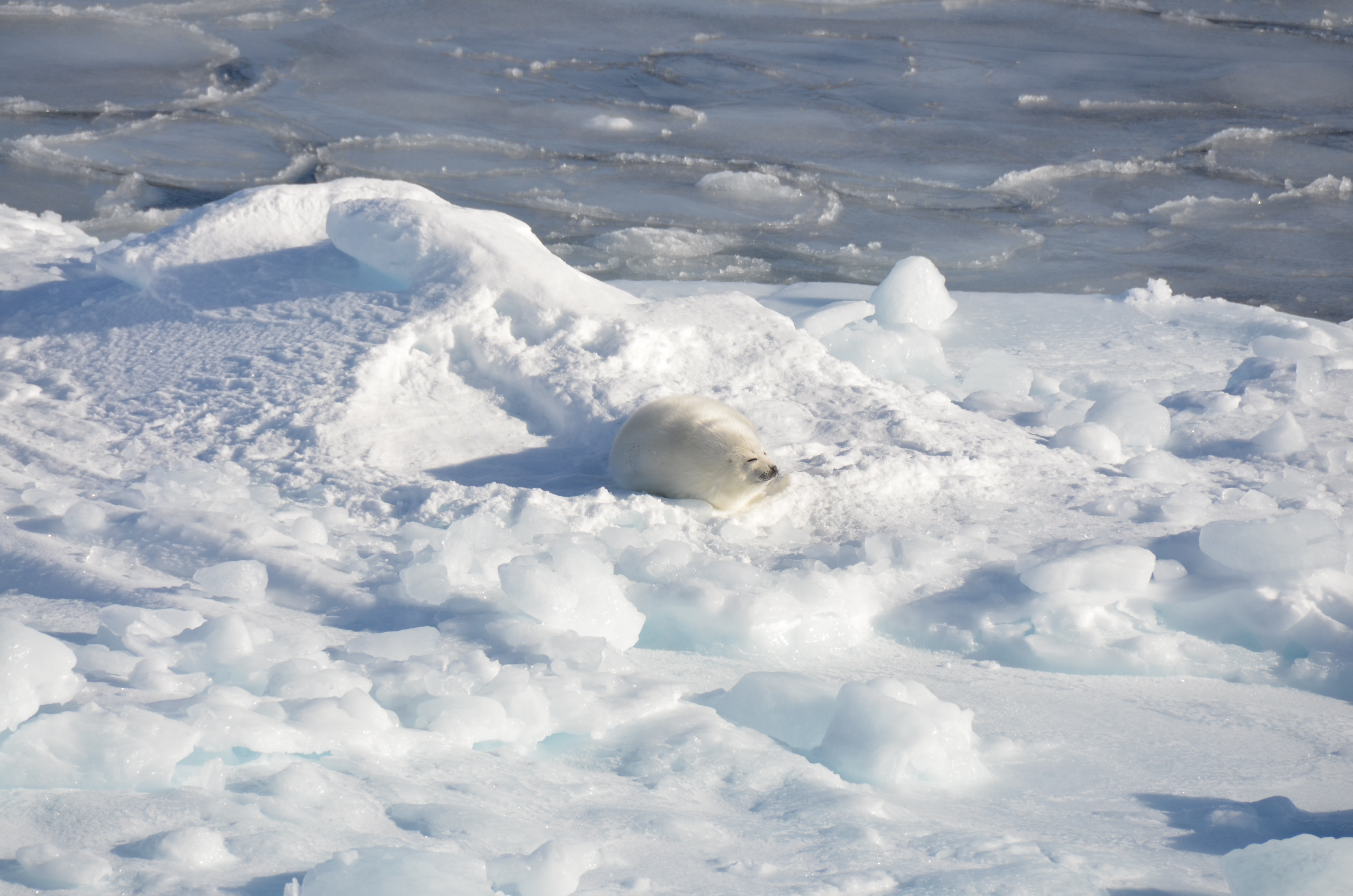
Mládě na ledu

Tuleň grónský se živí rybami a mořskými bezobratlými živočichy. Konkrétní složení jídelníčku je podmíněno věkem, sezónností, lokací i rokem. K nejčastěji pojídané potravě patří menší pelagické ryby, jako je huňáček severní (Mallotus villosus), treska polární (Boreogadus saida) a treska ledová (Arctogadus glacialis). V oblibě má též krunýřovky rodu Thysanoessa. Z konkrétních studií lze jmenovat např. terénní výzkum ze severozápadního Atlantiku, kdy k nejčastěji pojídané potravě patřili huňáček severní a sleď obecný (Clupea harengus). Tuleni grónští v norském Varangerfjordu se v březnu a dubnu v letech 1989–1993 krmili hlavně huňáčky severními, avšak línající tuleni severně od Bílého moře se živili převážně treskou bezvousou (Pandalus borealis), huňáčkem severním, treskou obecnou (Gadus morhua), treskou tmavou (Pollachius virens), vrankovitýmii (Cottidae), terčkovitými (Liparidae) a platýsem atlantským (Hippoglossoides platessoides). Kolem Špicberků byla nejčastější potrava tuleňů grónských v období mezi květnem a srpnem kril.
Pro potravu se potápí do hloubek kolem 100–400 m, výjimečně až do hloubek přesahujícím 500 m. Pod vodou zůstává až kolem 16 minut. Studie potápěcích zvyklostí tuleňů grónských z Grónského moře seznala, že tamější tuleni se potápí hlouběji během dne a v zimě, než v noci a v létě.

### Predátoři a parazité

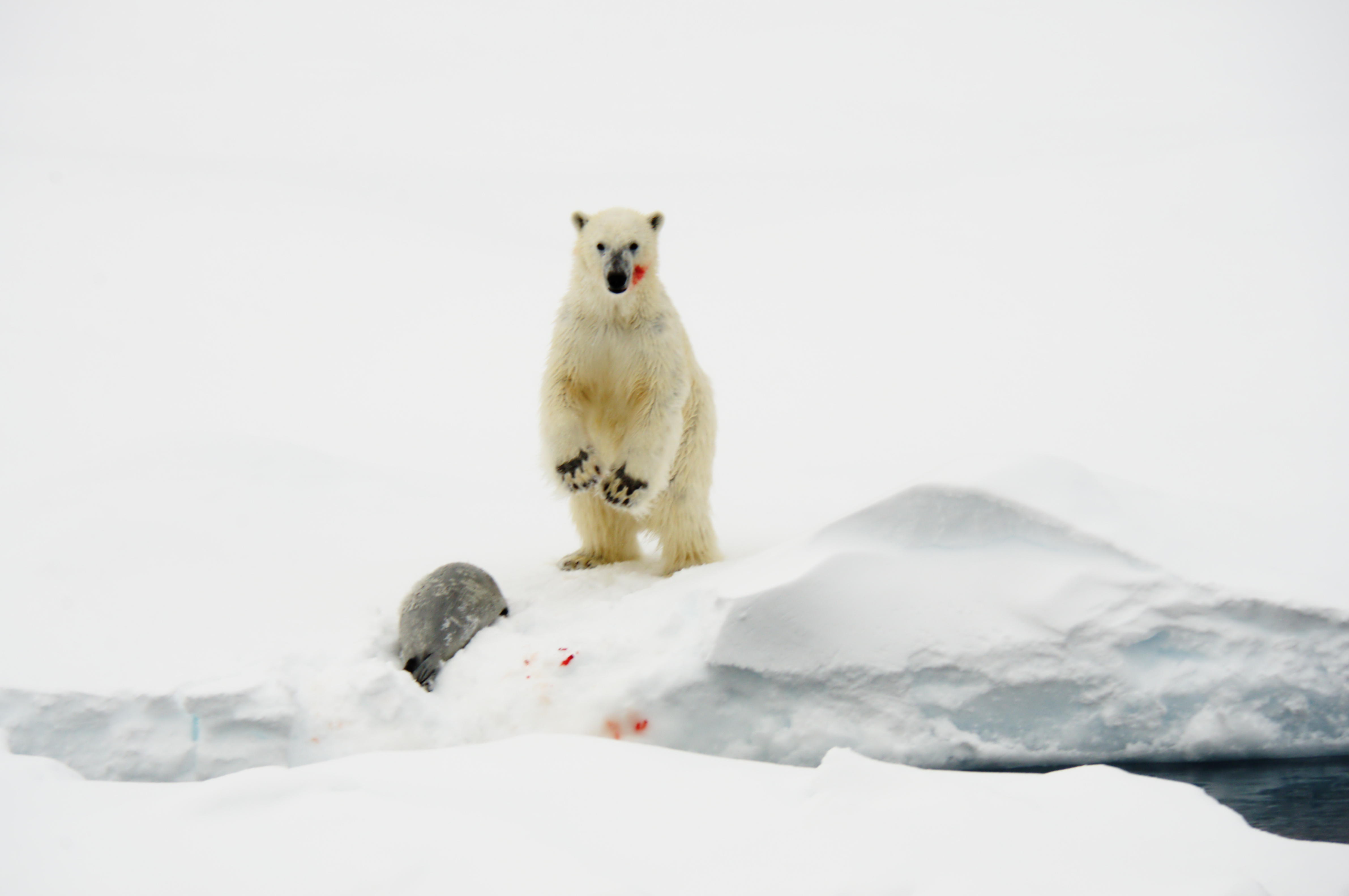
Medvěd lední vedle zabitého tuleně grónského

K predátorům tuleně grónského patří vedle člověka velké druhy žraloků jako žralok malohlavý (Somniosus microcephalus) nebo žralok bílý (Carcharodon carcharias), dále kosatka dravá (Orcinus orca) a medvěd lední (Ursus maritimus). K parazitům patří hlavně hlístice Contracaecum sp. nebo Terranova sp., které běžně infikují zažívací trakt, avšak na celkové zdraví jedince většinou nemají vliv. Vedle celé řady dalších druhů hlístic jsou tuleni grónští náchylní k infikaci tasemnicemi (mj. Diphyllobothrium lanceolatum, D. cordatum, D. schistochilos), motolicemi (mj. Orthospanchnus arcticus, Pseudamphistomum truncatum), vrtejši (např. Corynosoma strumosum) či všemi.

## Vztah k lidem
V roce 2024 chovaly tuleně grónské pouze dvě zařízení v Kanadě a dvě v Rusku.

### Lov

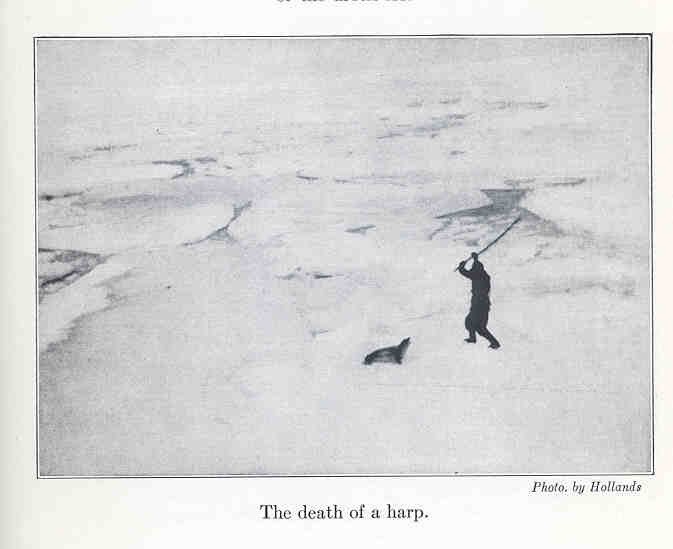
Historická fotografie zabíjení tuleně pomocí hakapiků (1924)

Všechny tři populace tuleně grónského byly lidmi loveny již po tisíce let. Vytěžování druhu v komerčních měřítkách započalo už v první polovině 18. století. Podle dochovaných pramenů první tuleňářská loď vyplula z Evropy v roce 1720 a v průběhu 18. a 19. století byli tuleni grónští hojně loveni pro jejich kůži a tuk tuleňáři z Německa, Nizozemska, Dánska, Británie a později Norska. Komerční tuleňáři podnikali nájezdy nejdříve na populaci ze severovýchodního Atlantiku / Grónského moře a koncem 19. století lovili kolem 50–120 tisíc tuleňů grónských ročně. Ve 20. a 30. letech 20. století bylo jen v severovýchodním Atlantiku loveno kolem 200–300 tuleňů mořských ročně.

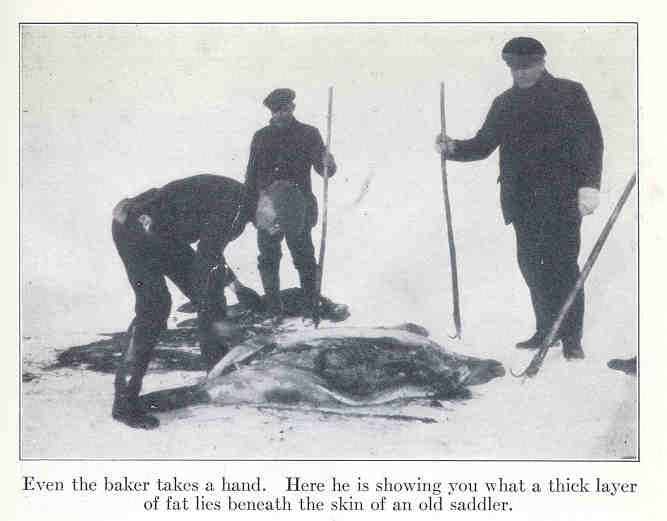
Lovci tuleňů z Newfoundlandu (1924)

V oblasti Kanady začalo docházet ke komerčnímu lovu tuleňů grónských v 18. století, avšak nejvyšší počty tam byly odloveny až později, a sice mezi lety 1818–1862, kdy bylo každoročně uloveno kolem 500 000 tuleňů grónských. V následujícím období počty odlovených tuleňů grónských v oblasti Kanady začaly klesat a minima 15 000 dosáhly v průběhu druhé světové války. Po válce se lov opět masivně rozběhl. Každý rok bylo v oblasti Kanady zabito kolem 288 000 jedinců norskými a kanadskými rybáři, avšak v polovině 60. let 20. století začaly být chráněny samice a Norům bylo zakázáno lovit v kanadských vodách. V roce 1972 začal platit zákaz vpouštění tuleňářských lodí do Zálivu svatého Vavřince a tuleňům pomohl i zákaz importu produktů z tulení kůže přijatý Evropským hospodářským společenstvím v roce 1982. V roce 1987 pak v Kanadě došlo k zákazu zabíjení mláďat pod 13 měsíců. I přes narůstající počet zákazů a regulací bylo v kanadských vodách mezi lety 1996–2006 uloveno v průměru 273 000 tuleňů grónských ročně. Počty od té doby klesají z důvodu nízké poptávky po tuleních kůžích a v roce 2019 bylo reportováno „jen“ 32 000 zabitých tuleňů grónských. V oblastech arktické Kanady a Grónska jsou tuleni stále loveni i tradičními národy. Zatímco v Kanadě místní domorodci loví jen méně než 1000 tuleňů grónských ročně, v Grónsku to je každoročně kolem 48 000 (v roce 2019) až 90 000 (v roce 2010).

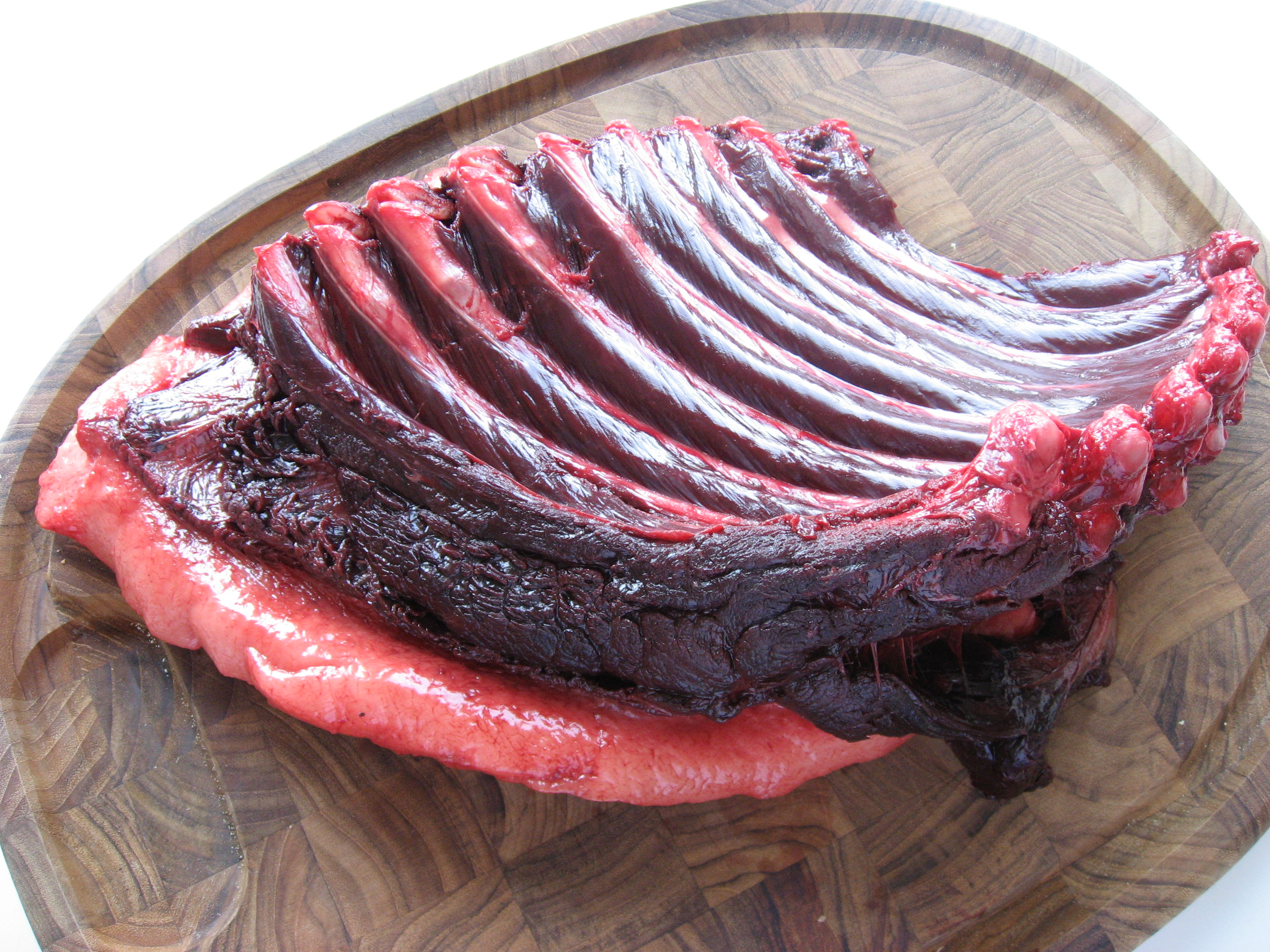
Žebra z mladého tuleně grónského prodávaná na grónském trhu

Co se týče populace z Bílého moře, ta se dočkala největšího drancování ve 20. a 30. letech 20. století. V roce 1925 tam bylo odloveno 400 000 tuleňů grónských. Přijetí přísných regulací Sovětským svazem v roce 1965 dalo místní populaci šanci k obnově. Po roce 2009, kdy došlo v Rusku k zákazu lovu tuleňátek v bílém lanugu, lov tuleňů v oblasti takřka zcela ustal. Norové s lovem pokračují, avšak ulovené počty jsou velmi nízké.
Počty odlovených tuleňů grónských jsou patrně udržitelné a celková populace kvůli nim neklesá, nicméně debaty se vedou ohledně krutého porážení tuleňů. K tomu dochází v Kanadě pomocí hakapiků (nástroj připomínající dlouhý cepín) a těžkých obušků, občas i pušek.

### Další hrozby
Vedle lovu patří k hrozbám tuleně grónského hlavně snížení množství jejich potravních zdrojů nebo zamotání do rybářského náčiní. Od roku 1978 začalo docházet k pronikaní velkého množství tuleňů grónských blíže k pobřeží severního Norska. V roce 1987, kdy došlo k jedné z nejpočetnějších invazí, uhynulo  až 100 000 tuleňů grónských po zamotání do rybářských sítí. Tyto masivní přesuny jsou spojovány s prudkými úbytky potravy v severnějších oblastech, ke kterým dochází následkem globálního oteplování nebo nadměrného rybolovu. V Barentsově moři byly zaznamenány horší tělesné kondice tuleňů grónských a menší porodnost následkem nižšího stavu krilu. Znečištění moří těžkými kovy ohrožuje všechny mořské savce včetně tuleňů grónských. Ropné skvrny hrozí hlavně v místech těžké nebo časté lodní dopravy. Globální oteplování s sebou přinese řadu změn v mořském prostředí a tuleni grónští budou čelit ústupu ledových ker, které využívají pro vrhy, línání a odpočinek. Z řady studií vztahu globálního oteplování a tuleňů grónských vyplývá, že druh je citlivý na změny oceánského prostředí a tyto změny již mají vliv na populační dynamiku.